# ドラブシャ

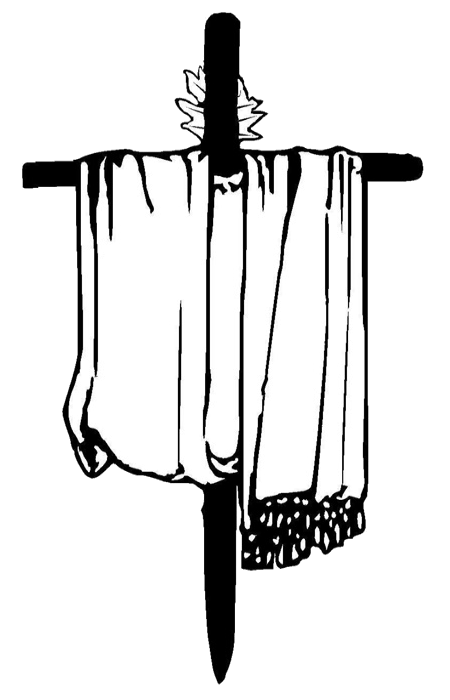
マンダ教の象徴であるドラブシャ

ドラブシャ（drabsha、darfash、アラビア語: درفش、マンダ語: ࡃࡓࡀࡁࡔࡀ）は、マンダ教の象徴。通常は「横断幕」と訳される。

## 描写と象徴性
ドラブシャは、オリーブの木の枝を2本十字の形で繋ぎ合わせ、純絹で作られた白い布で半分を覆い、マートルの枝を7本添えたものである。ドラブシャは、キリスト教の十字架とは識別されない。代わりに、ドラブシャの4本の突出部は宇宙の四隅を象徴し、純絹の布は神の光を表している。7本のマートルの枝は、創造の7日間を表している。

## 画像

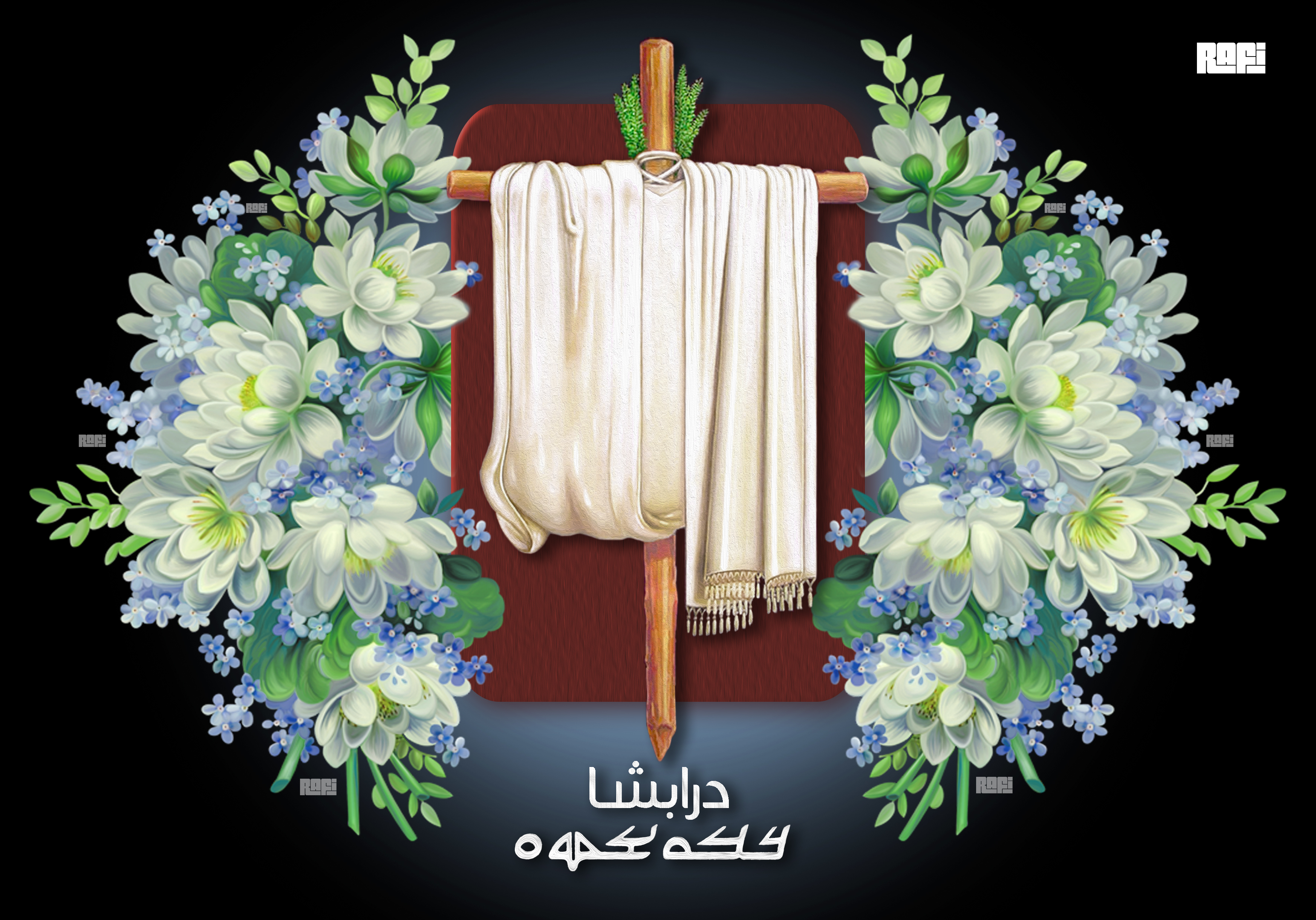
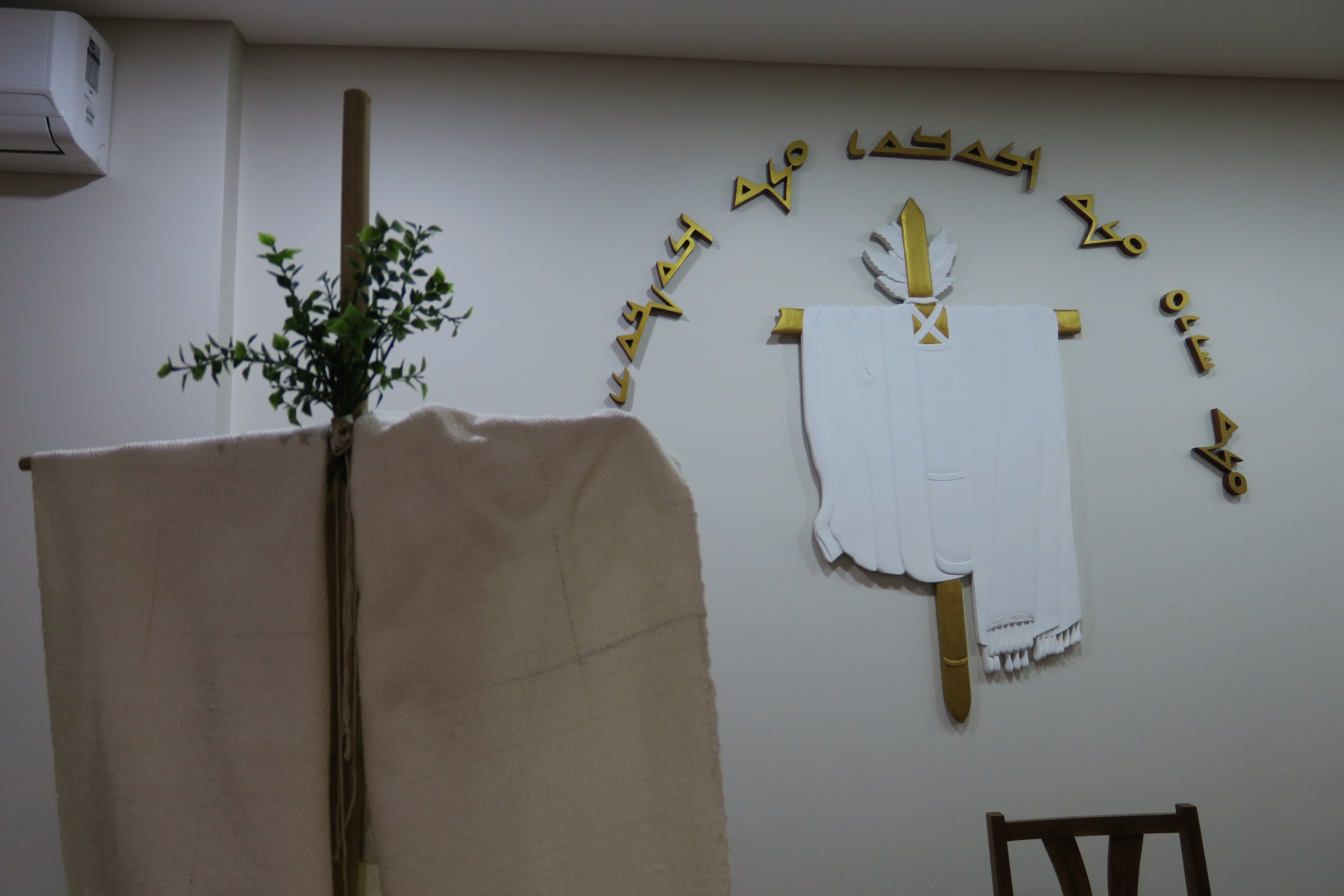
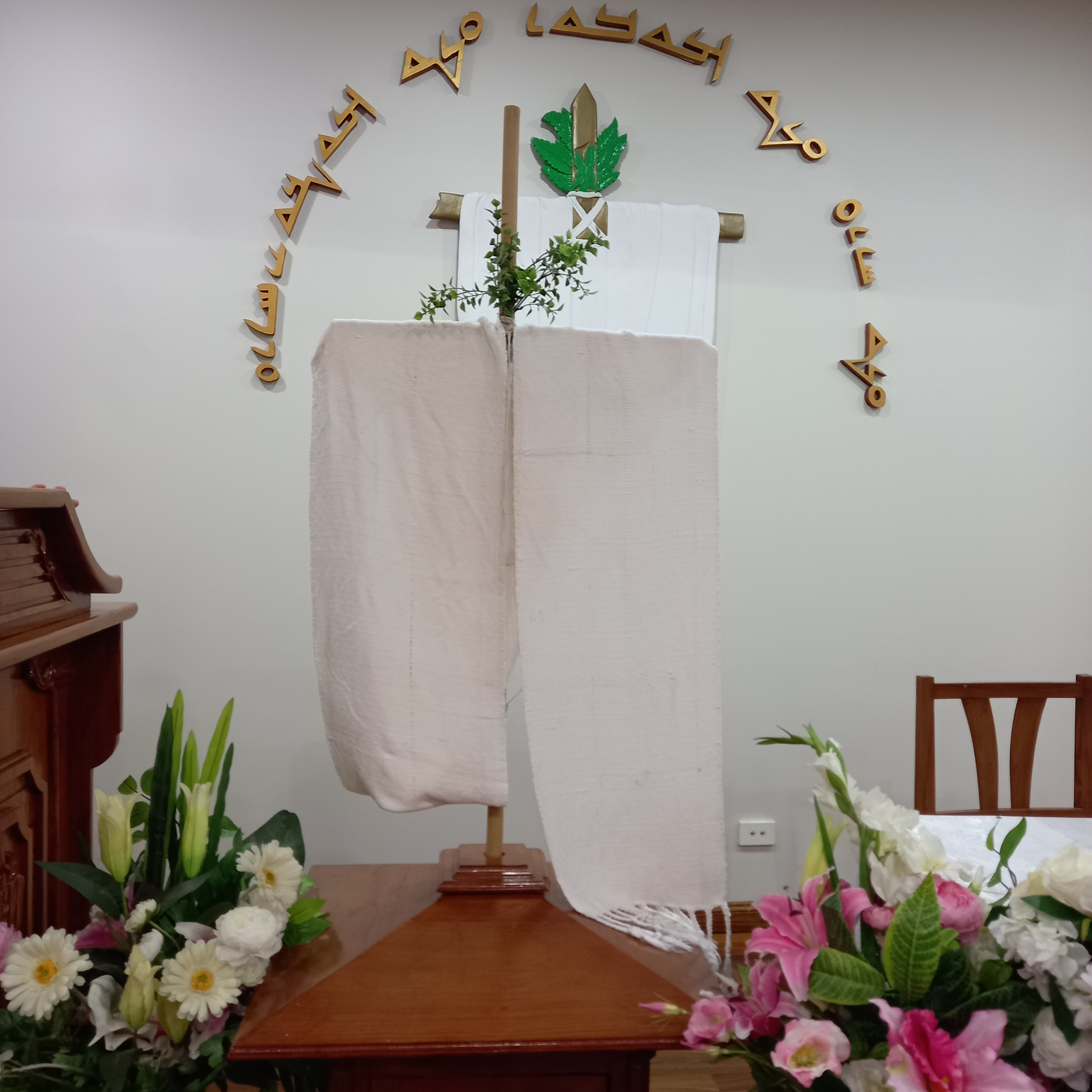
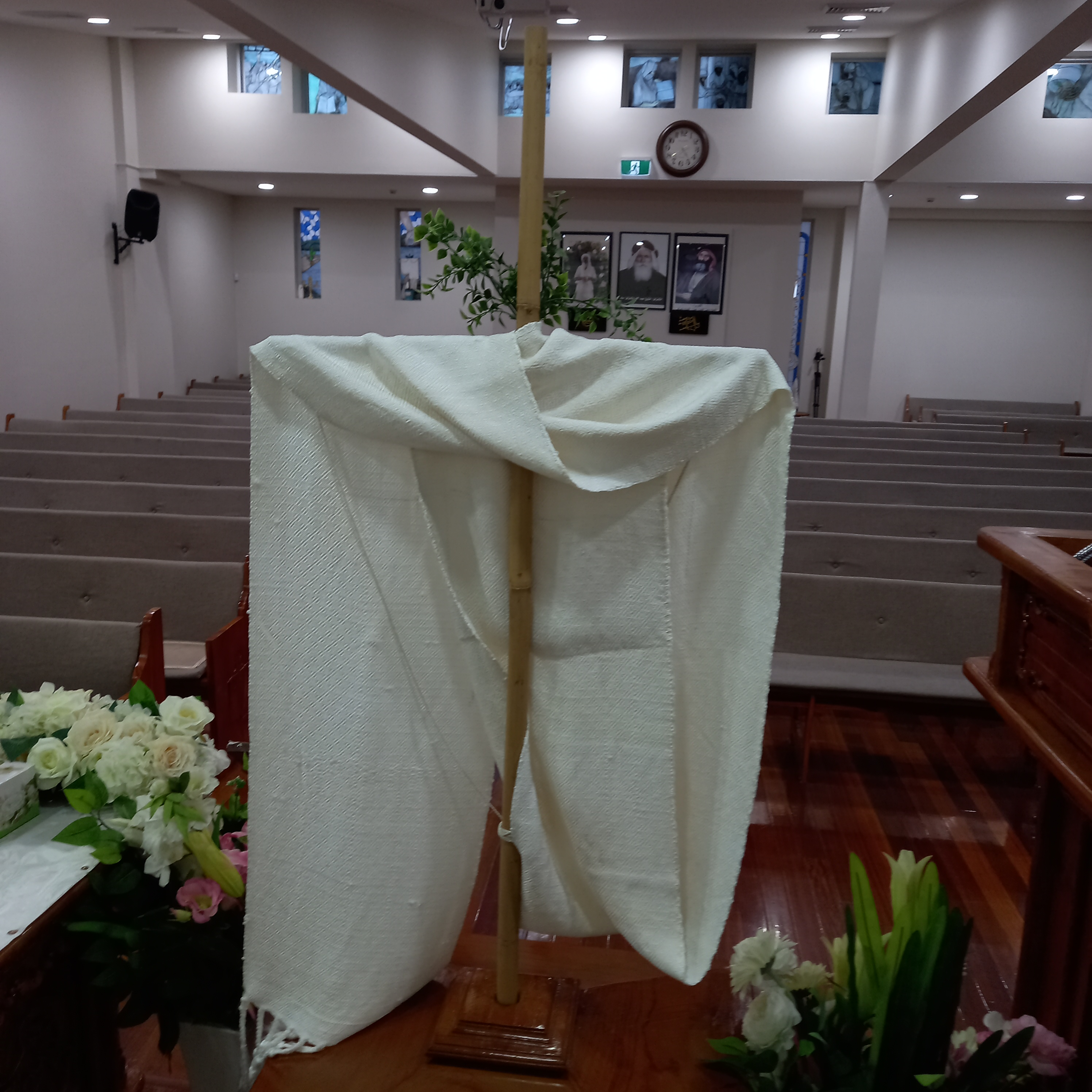
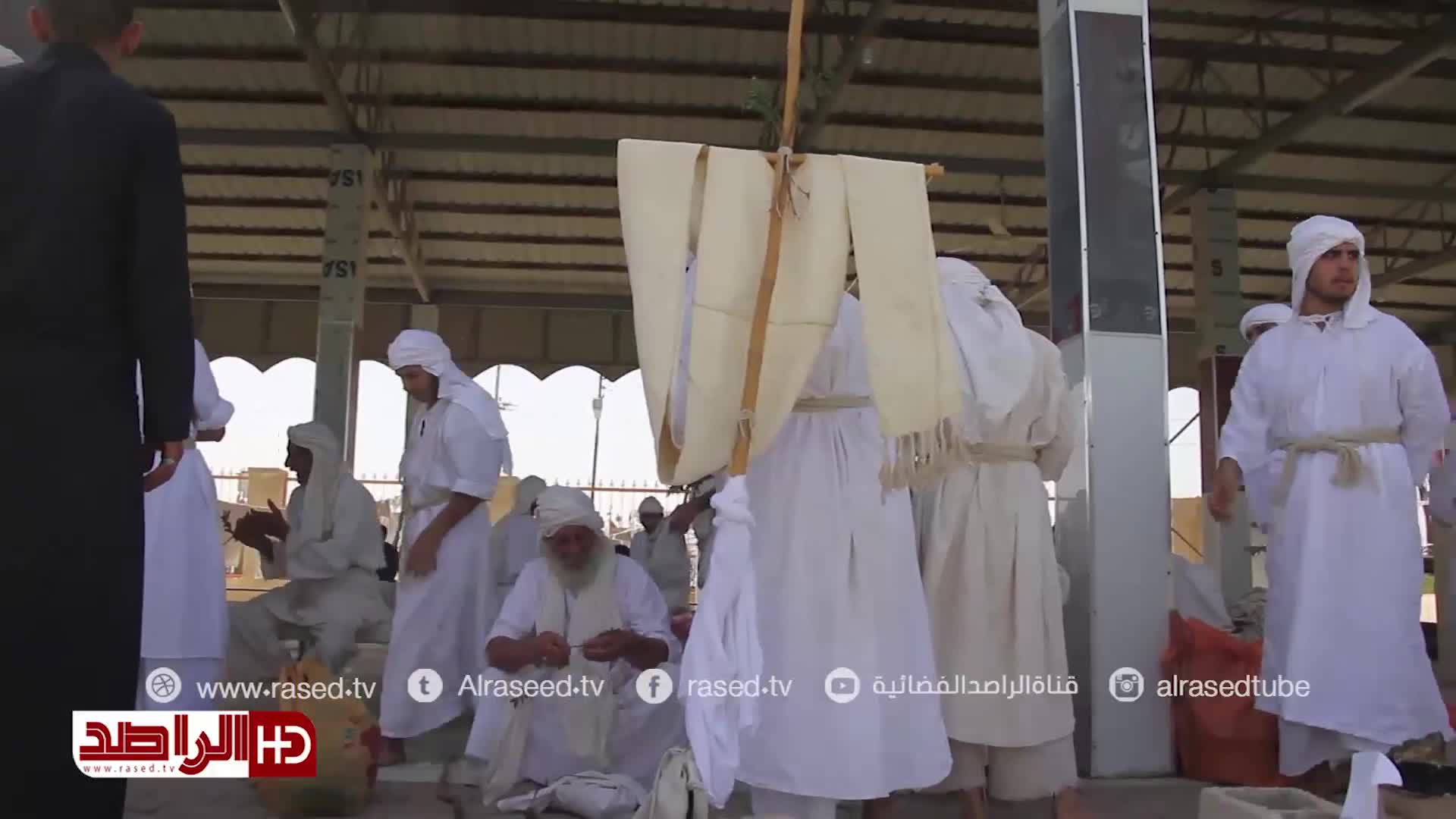
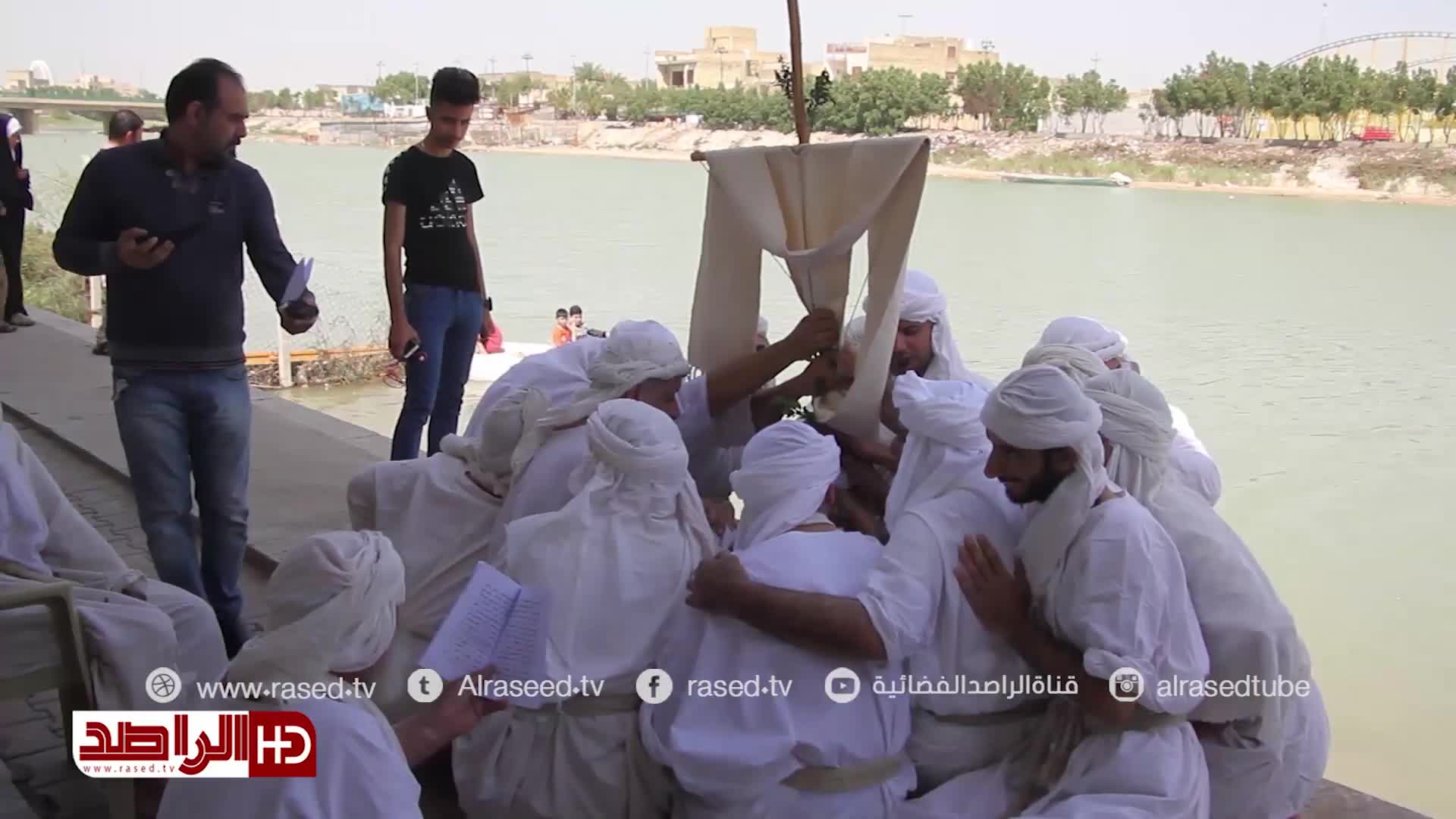
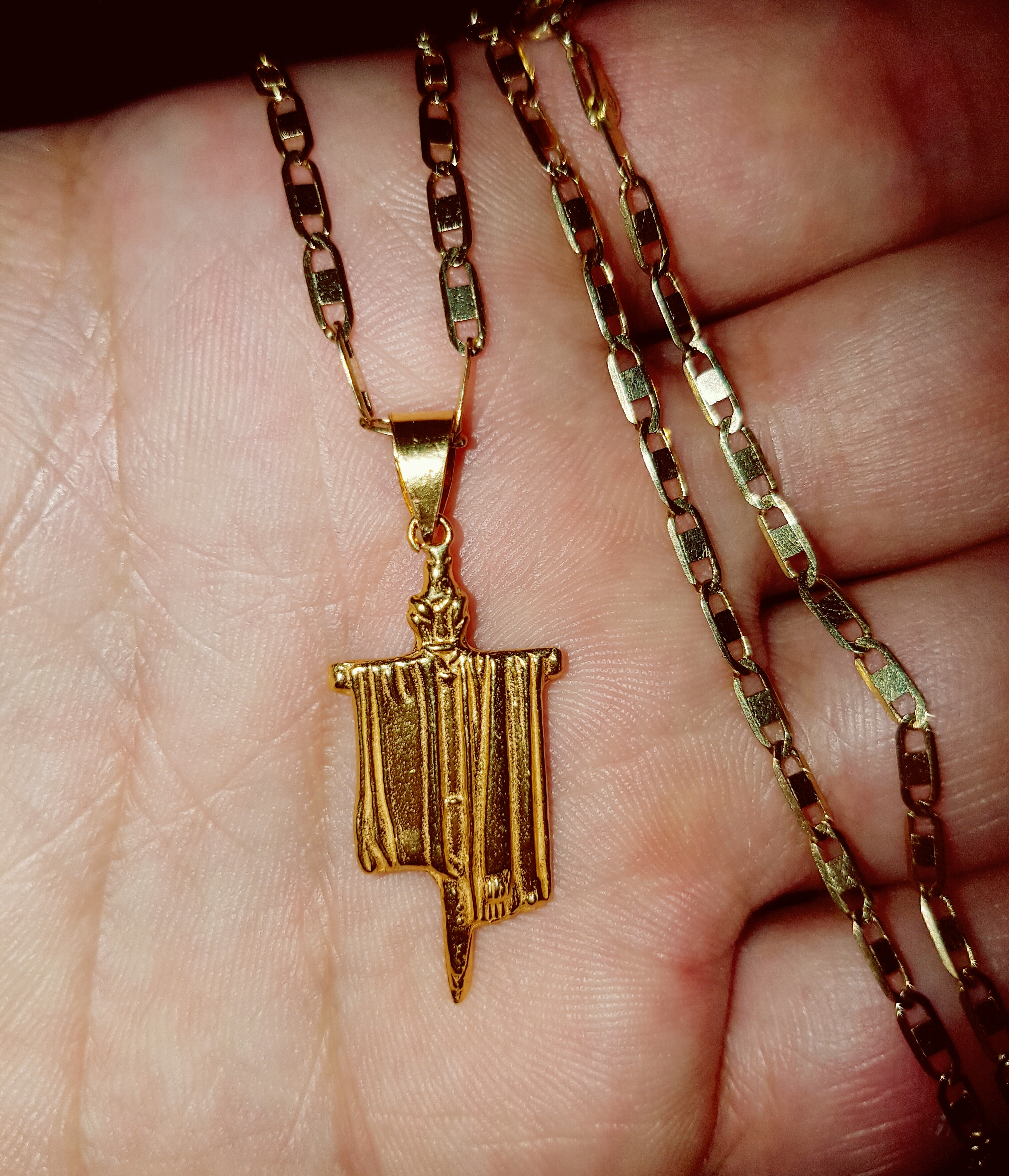